# Вињаса (Асти)
Вињаса (итал. Vignassa) је насеље у Италији у округу Асти, региону Пијемонт.
Према процени из 2011. у насељу је живело 13 становника. Насеље се налази на надморској висини од 264 м.